# ドミンゴ・マテウ
ドミンゴ・バルトロメ・マテウ（Domingo Bartolomé Matheu, 1765年8月4日 - 1831年3月28日）は、アルゼンチンの政治家、軍人である。

## 経歴
1765年にスペインのバルセロナで生まれた。イギリス軍のブエノスアイレス侵攻の際は、コルネリオ・サアベドラと共に戦った。五月革命後にプリメラ・フンタの委員となり、1831年にブエノスアイレスで亡くなった。